# Bistum Ottana
Koordinaten: 40° 14′ 0,4″ N, 9° 2′ 32,1″ O

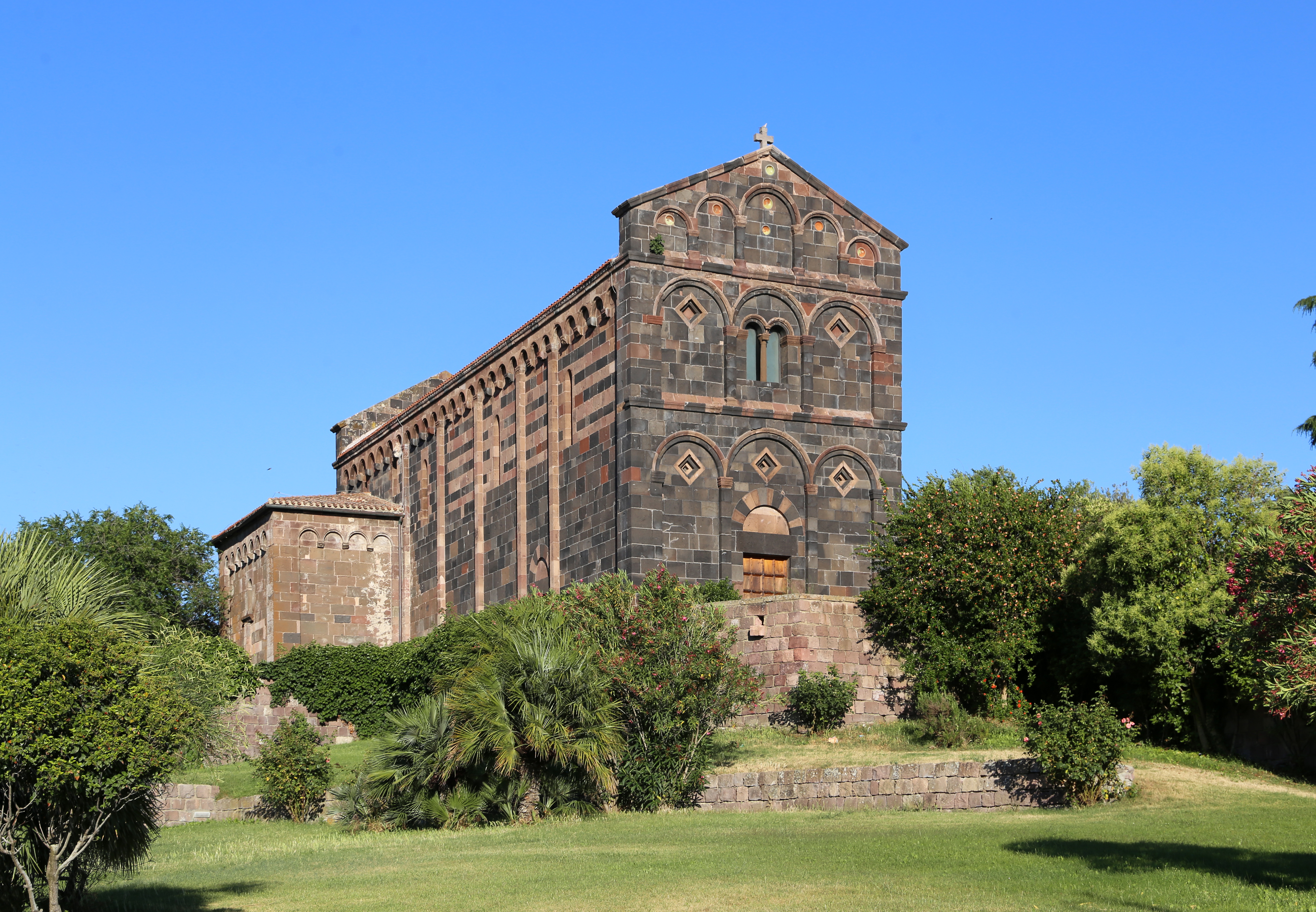
San Nicola, Ottana, ehemalige Kathedralkirche des Bistums Ottana

Das Bistum Ottana (lat.: Ottaniana, Othanensis, Ottanensis, Ossanensis) war ein auf Sardinien (Italien) gelegenes Bistum der römisch-katholischen Kirche. Das Bistum Ottana wurde 1065 gegründet; ein erster Bischof ist 1112 genannt. 1503 wurde der Bischofssitz nach Alghero verlegt und das Bistum in Alghero-Ottana umbenannt. Gleichzeitig wurden die Bistümer Castro di Sardegna und Bisarcio sowie Teile der Erzdiözese Sassari mit dem neuen Bistum Alghero-Ottana vereinigt. In der Tradition des aufgegebenen Bischofssitzes in Ottana wurde 2004 das Titularbistum Ottana etabliert.

## Lage
Das Bistum lag fast mittig auf der Insel Sardinien. Es grenzte im Norden an die Bistümer Castro und Sorres, im Osten an die Bistümer Galtellì und Suelli, im Süden an das Bistum Santa Giusta und im Westen an das Bistum Bosa. Folgende größere Orte lagen im Bistum: Macomerio, Virore, Gorore, Molaria, Orticali, Sabuco, Silanos, Dualque, Nuracucuma, Lexay, Golossene, Ottana, Ortilli, Univer, Orane, Suarell, Nuor, Noroloe, Gossila, Sporlazo, Illortay und Bortiochoro. 1353 kam die neu gegründete Siedlung Su Burgu hinzu. Zu diesen größeren Hauptorten kam noch eine ganze Reihe kleinerer Siedlungen hinzu. Größte Stadt des Bistums war die Stadt Ottana, die zu ihren Glanzzeiten einmal 18.000 Einwohner gehabt haben soll.

## Geschichte
Das Bistum Ottana mit Sitz in Ottana wurde wahrscheinlich 1065 begründet. Die Gründung des Bistums erfolgte im Zuge einer Umstrukturierung der sardischen Kirchenorganisation unter dem Papst Alexander II. (1061–1073). Bei dieser Umstrukturierung wurden sechs neue Bistümer (Castro, Ottana, Bisarcio, Ploaghe, Sorres und Ampurias) geschaffen, deren Sprengel von den älteren Bistümern Torres und Bosa abgetrennt wurden. Nur wenig später (1073) wurde das Bistum Torres zum Metropolitansitz erhoben. Die genannten Bistümer (einschließlich Bosa) wurden dem neuen Erzbistum als Suffraganbistümer unterstellt. Nach Mitte des 13. Jahrhunderts wurde der Metropolitansitz nach Sassari verlegt und in Erzbistum Sassari umbenannt.
Ein erster Bischof von Ottana ist aber erst 1112 genannt (nach Gams: 1116) Die Kathedralkirche war San Nicola in Ottana. Sie wurde Mitte des 12. Jahrhunderts unter Bischof Zacharias auf Fundamenten einer älteren Kirche errichtet und nach einer 1912 im Altar gefundenen, pergamentenen Weiheurkunde 1160 geweiht. Das Kathedralkapitel bestand aus acht Kanonikern, darunter der Erzpriester als Leiter. 1487 waren es sechs Kanoniker und der Erzpriester, die Präbenden aus zahlreichen Dörfern des Bistums erhielten. Nach dem Liber Censuum, das Papst Honorius III. 1193 anlegen ließ, musste das Bistum Ottana zwei Pfund Silber an den Heiligen Stuhl in Rom entrichten.
| Bischöfe von Ottana                                                                             | |                                 |                       |
| Name                                                                                            | Amt | von                             | bis                   |
| Joannes/Giovanni                                                                                | 1112/1116                                                                                                 |                                 |                       |
| Omodei                                                                                          | OSB vom Kloster Monte Cassino                                                                             | 1127                            |                       |
| Hugo/Ugo/Ugone                                                                                  | OSB, vom Kloster Montecassino                                                                             | 1139                            |                       |
| Zacharias/Zaccharia                                                                             | (Inschrift am Altar in der Kathedrale San Nicolo)                                                         | 1160                            | 1170                  |
| Hugo II./U.oder V.                                                                              | | 1176                            |                       |
| Giovanni                                                                                        | er nahm am Dritten Laterankonzil 1179 in Rom teil (Lai gibt fälschlich 1176 als Datum des Konzils an)     | 1179                            |                       |
| Gregorius/Gregorio                                                                              | | 1205                            |                       |
| Constanti(n)us/Constantino                                                                      | (Gams hat hier wohl fälschlich für das Jahr 1231 einen Bischof Gonarius, der bei Lai erst 1332 erscheint) | 1231                            | 1237                  |
| Anonymus                                                                                        | | 1263                            |                       |
| Antonio/Antonius                                                                                | | 1307                            |                       |
| Gonario/Gonarius                                                                                | (Gams gibt für diesen Bischof einen Nachweis von 16. Juni 1332 an)                                        | 1332                            |                       |
| Silvester/Silvestro                                                                             | OFM | 16. Mai 1340                    | † 14. Juni 1344       |
| Franciscus/Francesco                                                                            | (der Vorgängerbischof Silvester wird erwähnt)                                                             | 1344                            | 1355                  |
| Petrus/Pietro Da Butrinto                                                                       | OFM, war vorher Bischof von Buthrotum/Butrint (heute Ruinenstadt Butrint im Süden von Albanien)           | 13. Februar 1355                | 1359                  |
| Arnaldus Simonis/Arnaldo Simon/Arnau Simò                                                       | OP | 1359                            | † 28. August 1387     |
| Joannes Laboratoris/Giovanni Lavoratore/Joan Laboratoris                                        | OFM (von Gegenpapst Clemens VII. ernannt)                                                                 | 1386                            |                       |
| Gerardus de Gisarchio/Gerardo de Bisarchio/Gerardo da Bisarcio                                  | OCarm. (von Gegenpapst Clemens VII. ernannt), 1408 zum (Titular-)Bischof von Bethlehem ernannt            | 21. November 1390               | 1408                  |
| Dominicus/Domenico                                                                              | | 26. Mai 1386                    |                       |
| Joannes/Giovanni                                                                                | | 26. Juni 1388                   |                       |
| Nicolaus/Nicolò/Nicola                                                                          | 1400 zum Bischof von Sorres ernannt                                                                       | 3. September 1389               | 1400                  |
| Blasius Spanus/Biagius/Biagio Spano                                                             | Kanoniker im Kathedralkapitel von Torres/Sassari                                                          | 14. Juni 1400                   | † 11. Februar 1429    |
| Simon Mancha/Simon/Simone Manca                                                                 | OSBVall, vorher Abt im Kloster San Michele di Salvenero in Ploaghe                                        | 11. Februar 1429                | † 30. Mai 1454        |
| Joannes de Sallinis aureus/Joannes de Salmis aureis/Giovanni De Salinis Aureis/Jean de Sallinis | OFM, Mag. theol., wurde 1471 zum Bischof von Bosa ernannt                                                 | 1454                            | 17. Juni 1471         |
| Antonius/Antonius de Alcala/Antonio de Alcalà                                                   | | 25. August 1472                 | † 1474                |
| Hieronymus de Sechis/Hieronymus Secchius/Hieronymus de Setgi/Girolamo Sechi/Girolamo de Sechis  | OFM | 7. April 1474/8. September 1474 | † 1481                |
| Ludovicus Camanias/Ludovicus Canaynas/Ludovicus Camagni/Ludovico Camanyas/Louis Camanias        | OFM | 7. Februar 1481                 | † 1483                |
| Dominicus de Milia/Dominicus Milia/Georgius (Dominicus?)/Domenico Di Milia/Domenico de Milia    | Kanoniker im Bistum Sorres und Erzbistum Sassari                                                          | 11. September 1483              | † 1501                |
| Joannes Perez/Juan Perez Del Castilio/Juan Pérez                                                | aus dem Bistum Cuenca                                                                                     | 23. Juli 1501                   | † 2. Hälfte 1502/1503 |
| Pedro Parente                                                                                   | | 18. Dezember 1503               |                       |

Am 8. Dezember 1503 wurde der Sitz des Bistums Ottana nach Alghero verlegt. Gleichzeitig wurden die Bistümer Castro di Sardegna und Bisarcio sowie Teile des Erzbistums Sassari mit dem Bistum Ottana zum neuen Bistum Alghero-Ottana vereinigt. Das Bistum Bisarcio wurde 1803 neu errichtet. 1986 wurde das Bistum Alghero-Ottana mit dem Bistum Bosa zum Bistum Alghero-Bosa vereinigt. Das Bistum Alghero-Bosa gehört aktuell zur Kirchenprovinz Sassari und ist dem Erzbistum Sassari als Suffraganbistum unterstellt.
In der Tradition des aufgegebenen Bischofssitzes in Ottana wurde 2004 das Titularbistum Ottana etabliert.